# Gaya (film)
Gaya (Back to Gaya), noto anche con il titolo Nel magico mondo di Gaya, è un film d'animazione di genere fantastico del 2004 diretto da Lenard Fritz Krawinkel e Holger Tappe.

## Trama
Ci troviamo a Gaya, un vastissimo mondo costituito da immense montagne, nonché da vaste vallate e praterie fiorite (paesaggio ispirato molto probabilmente alle Dolomiti), i cui abitanti, non tanto diversi dagli esseri umani, sono in armonia tra di loro e con la natura che li circonda; al centro di questo mondo (dove si riunisce la maggior parte della popolazione) si trova una cittadina situata in cima ad uno dei tanti monti, nella quale si trova una colonna che contiene al proprio interno (in una specie di fiore) una sfera: la "Dalamite" (probabile analogia con la Criptonite di Superman), cioè il nucleo che dona energia vitale a tutta quanta Gaya, garantendone la sopravvivenza.
Poco dopo l'introduzione, facciamo la conoscenza dei due protagonisti principali del film: Boo e Zino, i quali hanno due caratteri diametralmente opposti, ma nonostante ciò sono profondamente legati da un solido rapporto di amicizia.
Il Sindaco di Gaya, per celebrare la prima citata Dalamite, organizza una gara automobilistica (alla quale partecipano anche Boo e Zino), promettendo come premio per il vincitore un bacio da parte di sua figlia Alanta che però, apparentemente, non si presenta.
La corsa comincia (seppur con qualche intoppo iniziale) e sembra andare bene, ma qualcosa va storto: gli Snurk, identificabili nei personaggi di Galger, Bramph e Zeck (trio di teppisti e reietti gayani), si imbucano alla gara sabotando i veicoli dei concorrenti, incluso quello di Alanta (che si era appositamente travestita da maschio, siccome suo padre non le avrebbe mai permesso di partecipare alla corsa), quindi tentano di buttare fuori anche Zino (il loro principale bersaglio), ma falliscono, finendo a loro volta fuori strada.
Boo e Zino vincono quindi la gara (essendo anche gli unici concorrenti rimasti in gara con un veicolo intatto), ma la soddisfazione è destinata a durare poco, dato che un losco individuo, dopo aver contattato Albert Drollinger (famoso scrittore), aziona un meccanismo che fa aprire un portale inter-dimensionale, il quale si porta via Boo, Zino, Alanta, Galger, Zeck, Bramph e la Dalamite. A questo punto Gaya, a causa della mancanza di quest'ultima, viene avvolta nell'oscurità.
I due eroi Boo e Zino si ritrovano nella dimensione umana, una realtà estremamente diversa (oltre che più pericolosa) rispetto a quella in cui avevano sempre vissuto, ma ciononostante riescono comunque a farsi strada e infine, dopo numerose peripezie e corse adrenaliniche, a ricongiungersi con Alanta; Al contempo, il trio degli Snurk si rende conto di essere finito in un'enorme casa (secondo il loro punto di vista) e un bambino (inizialmente tranquillo) comincia a inseguirlo, ma alla fine riesce a scappare e, dopo aver camminato per un po', arriva in un bar, dove sono presenti i due proprietari Susi e Fred i quali, essendo venuti a conoscenza della notorietà dei tre gayani, li rapiscono con lo scopo di ottenere una ricompensa in denaro.
Boo, Zino e Alanta, dopo una "scampagnata" in giro per le fognature della città nella quale sono capitati, riescono a raggiungere il bar dove gli Snurk sono tenuti prigionieri, quindi li liberano e, tramite un grande gioco di squadra, mettono al tappeto Susi e Fred (proprietari del bar e sequestratori degli Snurk).
Gli eroi gayani finalmente riuniti si recano in un negozio di televisori e, dopo aver fatto zapping tra film romantici alla Titanic e Zartan (ovvio riferimento a Tarzan), scoprono tramite un telegiornale l'esistenza di Albert Drollinger il quale, dopo aver sostenuto di essere il "creatore" di Boo e Zino e dell'intero mondo di Gaya, fa suscitare curiosità in loro e decidono pertanto di rintracciarlo per poterci parlare e chiarire quindi la situazione.
Sfruttando un passaggio in taxi, gli eroi gayani si trovano dinnanzi la villa dello scrittore. Dopo aver raggiunto il secondo piano di quest'ultima si trovano faccia a faccia con Drollinger stesso il quale, dopo essersi ripreso dallo spavento, spiega a loro che non sono altro che personaggi inventati di un suo famoso romanzo intitolato "Le avventure di Boo e Zino" (divenuto poi una serie televisiva) e quindi privi di libero arbitrio ma, essendo nel mondo degli umani e non riuscendo a spiegarsi il motivo per cui siano arrivati lì, alla fine si rende conto del contrario.
Nel bel mezzo della discussione tra Drollinger e i gayani si presenta uno scienziato in camice (che in seguito si scoprirà essere il losco individuo dell'inizio del film), il quale rivela a loro di essere il responsabile della venuta dei gayani nella dimensione umana. Drollinger, dopo essersi stancato delle sue minacce e delle sue assurde farneticazioni, cerca di chiamare la polizia, ma lo scienziato estrae una pistola elettrica e lo neutralizza, la stessa sorte tocca anche agli eroi gayani, tranne Boo e Zino, che riescono a nascondersi, evitando quindi di essere tramortiti.
Boo e Zino, di nuovo soli, trovano un modellino della loro macchina volante, con la quale seguono dall'alto l'automobile dello scienziato, fino quando questo non raggiunge l'entrata di uno stabilimento industriale, dopodiché i due protagonisti, a causa di un fulmine, sono costretti ad effettuare un atterraggio d'emergenza. Poco prima di entrare all'interno della struttura, i due cominciano a litigare a causa della constatazione del poco coraggio di Boo e dell'irrazionalità di Zino, ma dopo poco si riappacificano e decidono di proseguire insieme.
Lo scienziato, dopo aver risvegliato Drollinger, rivela la propria identità e le proprie intenzioni: si tratta del Professor N. Icely, il quale conduceva un programma televisivo chiamato "Divertirsi con la scienza", fino a quando la serie di Drollinger sul suo romanzo non prese piede a tal punto che il suo programma venne chiuso facendolo cadere in disgrazia, giurando quindi vendetta allo scrittore e a tutti i telespettatori che l'hanno boicottato.
Nel frattempo, Zino libera Alanta, Zeck, Bramph e Galger, mentre Boo distrae il Professore, riprendendo la Dalamite precedentemente rubata da quest'ultimo. I gayani, una volta ricongiuntisi, dovranno vedersela con il Professore, il quale ha un asso nella manica: lo Yokatoshi 3000 (un robot gigante armato fino ai denti, precedentemente teletrasportato dallo scienziato da un altro programma televisivo).
Comincia così lo scontro tra i protagonisti e il Professor Icely, il quale inizialmente ha la meglio sui gayani, tanto che Galger sembra tradire i suoi amici offrendo un accordo al Professore, ma in realtà si tratta di un diversivo per sabotare la piattaforma sulla quale si trova per farlo cadere e così riesce nel suo intento.
Sembra tutto finito, il robot è stato neutralizzato, quindi i protagonisti si accingono a liberare Drollinger, ma il Professore non è ancora stato sconfitto, quest'ultimo infatti si riprende la Dalamite ed intrappola i gayani e lo scrittore all'interno di una gabbia elettromagnetica, tranne Boo, l'unico tra loro ad essere rimasto fuori. Il Professore, per farlo desistere (a conoscenza delle sue debolezze), prova a fare leva sulle sue paure e difetti, ma ciononostante Boo non si scoraggia e inizia così lo scontro finale del film il quale, dopo un lungo inseguimento per evitare un raggio laser, si conclude con il teletrasporto del Professore in una dimensione dove si trova solamente lava.
Ora che il Professor Icely è stato definitivamente sconfitto, gli eroi gayani liberano finalmente Drollinger ed aprono il portale inter-dimensionale per fare ritorno a Gaya. Boo, dopo un iniziale rifiuto, segue (seppur involontariamente) i suoi amici nel portale.
Tornati nuovamente a Gaya (che inizia a risplendere grazie all'energia sprigionata dalla Dalamite), il sindaco accoglie tutti i protagonisti con gioia, accetta il fidanzamento tra sua figlia Alanta e Zeck (nonostante l'iniziale diffidenza) e infine tiene una festa di premiazione, dedicando a ciascuno di loro una medaglia al valore, dopodiché il film si conclude.
Nella scena post-credit dopo la prima parte dei titoli di coda, si vede Drollinger nel suo studio attanagliato dal "Blocco dello scrittore", che però riceve subito dopo una telefonata da parte di Galger, il quale gli dà alcuni spunti su possibili idee per continuare la sua serie di romanzi su Boo, Zino e gli altri, facendogli infine ritornare l'ispirazione.

## Personaggi

### Abitanti di Gaya
- Boo: protagonista del film e migliore amico di Zino. Ha un carattere introverso, tranquillo e sensibile, oltre ad essere cauto e timoroso (alla fine supererà le sue paure per salvare i suoi amici), ma allo stesso tempo riflessivo e razionale, nonché dotato di grande ingegno ed inventiva (costruisce macchine volanti), infatti è uno dei personaggi più intelligenti di tutto il film.
- Zino: protagonista del film e migliore amico di Boo. A differenza di quest'ultimo, ha un carattere estroverso, ambizioso, avventuroso, carismatico, nonché parecchio testardo, spericolato ed impulsivo (infatti metterà più di una volta in pericolo la vita di Boo e dei suoi amici), ma al contempo, essendo perfettamente consapevole di non essere un pozzo di intelligenza, vuole molto bene a Boo (nonostante le varie divergenze e litigi), ammettendo di essere fiero di avere come migliore amico una persona intelligente, poliedrica ed ingegnosa come lui.
- Alanta: figlia del Sindaco. Spirito libero, ha un carattere ribelle, attaccabrighe e avventuroso e non si fa mettere i piedi in testa facilmente. Si oppone spesso alle regole e decisioni del padre (molto iperprotettivo), con cui non va molto d'accordo, ma gli vuole comunque bene. Alla fine del film si fidanza con Zeck (nonostante l'iniziale diffidenza da parte sempre di suo padre). Sia dal punto di vista fisico che caratteriale è quasi del tutto identica a Lara Croft di Tomb Raider e a Fiona di Shrek.
- Galger: leader degli Snurk. Ha un carattere arrogante, presuntuoso, testardo e meschino, ma allo stesso tempo tiene molto al suo trio, ma non esiterà ad aiutare anche gli altri protagonisti e Zino, nonostante i due siano inizialmente rivali (infatti durante la gara tenterà di sabotarlo, ma fallirà).
- Bramph: membro degli Snurk. Ha un carattere generalmente burbero e manesco, oltre ad essere molto goffo nei movimenti. È fedelissimo al suo trio e ha spesso fame. Fisicamente è molto simile a Shrek.
- Zeck: membro degli Snurk. A differenza dei suoi compagni di scorribande, ha un carattere sensibile ed introverso. È innamorato perso di Alanta ma inizialmente, essendo uno Snurk, è impossibilitato ad avvicinarsi a lei a causa di suo padre e della cattiva reputazione del suo trio, ma alla fine i due si mettono assieme.
- Il Sindaco: padre di Alanta. Ha un carattere autoritario ed è molto iperprotettivo nei confronti di sua figlia, infatti non le permette di partecipare alla gara (nonostante poi disobbedisca) per paura che possa farsi male. Inizialmente quando viene al corrente del fidanzamento tra lei (Alanta) e Zeck va su tutte le furie, ma alla fine accetta la situazione e capisce che l'importante è che sua figlia sia felice.
- Le gemelle: grandi ammiratrici di Zino e odiatrici degli Snurk. Hanno un carattere snob e sono molto vanitose.
- Il motociclista: concorrente della gara all'inizio del film. Verrà infine sabotato e mandato fuori strada dagli Snurk.

### Personaggi umani e robotici
- Albert Drollinger: protagonista secondario del film, nonché scrittore del romanzo "Le avventure di Boo e Zino" e creatore di tutto il mondo di Gaya e dei suoi personaggi.
- Professor N. Icely: antagonista principale del film. Scienziato ed ex conduttore di un programma televisivo chiamato "Divertirsi con la scienza", successivamente chiuso a causa della popolarità della serie televisiva sul romanzo di Drollinger, cadendo quindi in disgrazia. Ha un carattere egocentrico e vendicativo, ma al contempo estremamente razionale, che sfrutta inventando i congegni più disparati, rendendolo difatti uno dei personaggi più intelligenti di tutto il film assieme a Boo.
- E.N.I.A.C: assistente virtuale dalla voce femminile del Professor Icely.
- Yokatoshi 3000: robot pesantemente armato utilizzato dal Professor Icely per sconfiggere i protagonisti gayani, fallendo però nel suo intento.
- Susi: proprietaria di un bar della città nella quale vengono teletrasportati i gayani. Moglie di Fred, anche se lo tratta freddamente, imponendosi con il suo carattere dominante per ottenere ciò che vuole. Rapirà gli Snurk per ottenere una ricompensa in denaro, ma verrà sconfitta insieme a suo marito dagli stessi protagonisti.
- Fred: marito di Susi. Completamente succube e accondiscendente nei confronti di sua moglie, infatti, non avendo il coraggio di opporsi, esegue ogni suo ordine (più che altro per inerzia). Alla fine verrà tramortito insieme a lei dai gayani.
- Chad: conduttore del telegiornale e collega di Valerie.
- Valerie: conduttrice del telegiornale e collega di Chad.
- Il bambino: ammiratore della serie televisiva "Le avventure di Boo e Zino". Appena vedrà gli Snurk non esiterà ad inseguirli con una mazza da baseball in mano.
- Il clochard: senzatetto che compare in alcune scene del film.
- Il tassista: offrirà inconsapevolmente un passaggio (gratuito) con il suo taxi ai protagonisti gayani.

## Distribuzione
Il film è uscito in Germania il 18 marzo 2004, mentre in Italia è stato distribuito dalla DNC Entertainment il 30 settembre 2005.

## Colonna sonora
Una delle canzoni che compongono la colonna sonora del film è Hooray, dei Frameless. Questa canzone fu scelta personalmente da Michael Kamen, morto prematuramente prima dell'uscita del film nelle sale.